# Kritón (történetíró)
Kritón (i. e. 2. század) görög történetíró.
Pieriában élt és alkotott. Cicero egyik levelében tesz említést róla, valamint munkájáról, Görögország történetéről.